# Никон
Вижте пояснителната страница за други значения на Никон.
Корпорация „Никон“ (англ. Nikon Corporation) е японска транснационална компания със седалище в Токио, спеиализирана в производството на оптика и електронни устройства за обработка на изображения.
Никон е част от концерна Мицубиши Груп. Основана е от Кьогаку Кьогойо през 1917 г. под названието Nippon Kogaku K.K., но е преименувана през 1988 г. Президент е Казуо Ушида.

## История
Nippon Kogaku K.K., или Japan Optical Co., или Japanese Optical Society (по късно известна в цял свят като Nikon) е създадена на 25 юли 1917 година, на шестата година от управлението на император Taisho, в резултат от сливането на три фирми: Tokyo Keiki Seisaku-sho's optical division, Iwaki Glass Seisaku-sho и Fujii Lens Seizo-sho (едната от тях съществува от 1883 година и вече има достатъчно производствен опит). Сливането идва като резултат от решението на промишлената група Mitshubishi за започване на собствено оптично производство. Компанията е с уставен капитал от 2 милиона йени и първи президент Yoshihira Wada.
През 1948 година на пазара излиза първият телеметричен фотоапарат, произведен от Nippon Kogaku K.K – Nikon 1. Името Nikon идва точно на този модел – то се появява през 1946 г. За периода 1948 – 1964 година са произвеждани общо осем модела, между които Nikon SP – първият в света фотоапарат с титаниев затвор и моторизирана система за превъртане на филма, позволяваща снимане с 3 кад/с. По това време Никон има и най-голямата система обективи – Nikkor обективите покривали диапазона на фокусни разстояния от 21 до 1000 mm. През 1949 г. акциите на Никон са листвани на борсите в Токио и Осака.
1950 е годината, в която името Nikon придобива популярност не само в Япония, но и извън нея. Във вестник Ню Йорк Таймс е публикувана статия, в която са описани изключителните качества на обективите NIKKOR и фотоапаратите Nikon. Пред 1953 е създадено подразделението в САЩ, а през 1961 първото представителство в Европа. Междувременно през 1959 на пазара излиза Nikon F – първият огледално-рефлексен фотоапарат Nikon със сменяем обектив и байонет F. Следващата значима за Nikon дата е през 1971 – тогава НАСА избира Nikon за доставчик на фотооборудване за своите мисии и Nikon FTN е монтиран на космическия апарат Аполо 15. От тогва до наши дни техника Nikon се използва на практически всички космически мисии на НАСА, а и на МКС. През същата година отваря врати и новата фабрика в района на Сендай, която и до днес произвежда фотоапарати.
През 1980 година Nikon навлиза в нов сегмент на пазара – пусната е в производство първата машина за производство на полупроводникови чипове (степер машина), произведена в Япония. През 1982 започва и износ, първоначално за САЩ чрез новосъздаденото дружество Nikon Precision Inc. Първият в света трансмитер за 35 mm филми е пуснат на пазара през 1984 под името NT-1000, разработен съвместно с Kiodo News. След падането на желязната завеса Nikon отварят представителство в Унгария през 1991. През 1997 г. на пазара са пуснат първите два модела цифрови компактни фотоапарати от серията COOLPIX – COOLPIX 100 и COOLPIX 300.
През 2017 година Nikon празнува сто години от основаването на компанията.

## Производство
Производствените мощности на територията на Япония са:
- Ohi Plant, 6 – 3, Nishiohi 1-chome, Shinagawa-ku, Tokyo 140 – 8601, Tel: +81-3-3773-1111
- Yokohama Plant, 471, Nagaodai-cho, Sakae-ku, Yokohama, Kanagawa 244 – 8533, Tel: +81-45-852-2111
- Sagamihara Plant, 10 – 1, Asamizodai 1-chome, Sagamihara, Kanagawa 228 – 0828, Tel: +81-42-740-6300
- Kumagaya Plant, 201 – 9, Miizugahara, Kumagaya, Saitama 360 – 8559, Tel: +81-48-533-2111
- Mito Plant, 276 – 6, Motoishikawa-cho, Mito, Ibaraki 310 – 0843, Tel: +81-29-240-1111
- Yokosuka Plant, 1 – 15, Shinmei-cho, Yokosuka, Kanagawa 239 – 0832, Tel: +81-46-830-3111

Производствените мощности извън територията на Япония са:
- Nikon (Thailand) Co., Ltd., Rojana Industrial Park, Ayutthaya Province

„Никон“ произвежда:
- фотоапарати и обективи за тях;
- скенери;
- бинокли;
- микроскопи;
- измервателни инструменти;
- оптично оборудване за (фотолитография) производство на полупроводникови прибори и интегрални схеми.

Nikon Corporation участва в борсовите индекси Nikkei 225 и TOPIX 100. През март 2016 година в компанията са заети 25 729 работници и служители.
От 2006 г. компанията на практика почти спира производството на фотоапарати с лента (класически тип, но все пак оставя два модела – Nikon F6 и Nikon FM10) и се съсредоточава в цифровата фотография. Поддръжката на голяма част от аналоговите фотоапарати с резервни части е преустановена.

## Модели

### Аналогови фотоапарати

#### 35-mm фотоапарати с ръчен фокус (спрени от производство)
- Nikon FM3A
- Nikon FM10
- Nikon FE10
- Nikon FA
- Nikon FE
- Nikon FE2
- Nikon FG
- Nikon FG20
- Nikon FM
- Nikon FM2
- Nikon F серия (Познат като Nikkor в Германия)
- Nikon F2 серия
- Nikon F3 серия
- Nikkormat серия (Познат като Nikomat в Япония)
- Nikkorex серия
- Nikon EL2
- Nikon EM
- Nikon F301.

#### 35-mm фотоапарат с автоматичен фокус (спрени от производство)
- Nikon F50 (Познат като в N50 в САЩ)
- Nikon F60 (Познат като N60 в САЩ)
- Nikon F70 (Познат като N70 в САЩ)
- Nikon F401 (Познат като N4004 в САЩ)
- Nikon F401S (Познат като N4004s в САЩ)
- Nikon F401X (Познат като N5005 в САЩ)
- Nikon F501 (Познат като N2020 в Северна Америка)
- Nikon F601 (Познат като N6006 в САЩ)
- Nikon F801 (Познат като N8008 в САЩ)
- Nikon F801S (Познат като N8008s в САЩ)
- Nikon F90 (Познат като N90 в САЩ)
- Nikon F90x (Познат като N90х в САЩ)
- Nikon F55 (Познат като N55 в САЩ)
- Nikon F65 (Познат като N65 в САЩ)
- Nikon F75 (Познат като N75 в САЩ)
- Nikon F80 (Познат като N80 в САЩ)
- Nikon F100
- Nikon F3 (F3AF вариант)
- Nikon F4
- Nikon F5
- Nikon F6

### Усъвършенствани фотоапарати със сменяеми обективи
- Nikon 1 J1
- Nikon 1 J2
- Nikon 1 J3
- Nikon 1 J4
- Nikon 1 J5
- Nikon 1 S1
- Nikon 1 S2
- Nikon 1 V1
- Nikon 1 V2
- Nikon 1 V3

### Цифрови огледално-рефлексни фотоапарати

#### Entry-level огледално-рефлексни фотоапарати
- Nikon D50
- Nikon D40
- Nikon D40x
- Nikon D60
- Nikon D3000
- Nikon D3100
- Nikon D3200
- Nikon D3300
- Nikon D3400
- Nikon D5000
- Nikon D5100
- Nikon D5200
- Nikon D5300
- Nikon D5500
- Nikon D5600

#### Advanced-amateur огледално-рефлексни фотоапарати
- Nikon D70
- Nikon D70s
- Nikon D80
- Nikon D90
- Nikon D7000
- Nikon D7100
- Nikon D7200

#### Полупрофесионални (semi-pro) огледално-рефлексни фотоапарати
- Nikon D100
- Nikon D200
- Nikon D300
- Nikon D300s
- Nikon D600
- Nikon D610
- Nikon D700
- Nikon D750
- Nikon D800
- Nikon D800E
- Nikon D810
- Nikon Df

#### Професионални (Pro) огледално-рефлексни фотоапарати
- Nikon D1
- Nikon D2H
- Nikon D2X
- Nikon D3
- Nikon D3s
- Nikon D3x
- Nikon D4
- Nikon D4s
- Nikon D5

### Светкавици
Никон използва наименованието Speedlight за своите светкавици.
- SB-910,
- SB-900,
- SB-800
- SB-700,
- SB-600,
- SB-500,
- SB-400,
- SU-800 (безкабелно командване),
- SB-R200 (дистанционно командване),
- R1 Безжична Speedlight Flash System (2 SB-R200s и аксесоари),
- R1C1 Безжична Speedlight Flash System (2 SB-R200s, SU-800, и аксесоари),
- SB-80DX,
- SB-50DX,
- SB-30,
- SB-29s,
- SB-29,
- SB-28DX,
- SB-28,
- SB-27,
- SB-26,
- SB-25,
- SB-24,
- SB-23,
- SB-22s,
- SB-22,
- SB-21A,
- SB-20,
- SB-17,
- SB-16B,
- SB-16A,
- SB-15,
- SB-12, Първата светкавица Nikon TTL
- SB-11,
- SB-10,
- SB-E.

## Оптика

### Обективи за 35-mm и цифрови фотоапарати

#### Спортна оптика
Спортната оптика Nikon се произвежда от Nikon Vision Co., Ltd. – една от компаниите в корпорация „Никон“:
Nikon Vision Co., Ltd.

Nikon Futaba Bldg., 3 – 25, Futaba 1-chome, Shinagawa-ku

Tokyo 142 – 0043, Japan

Продуктите са разделени на следните категории:
- Бинокли
- Sprint IV
- EDG
- Sportstar IV
- EDG серия
- High Grade серия
- Monarch 7
- Monarch 5
- Prostaff 7S
- Prostaff 5
- E2
- StabilEyes
- Action EX
- Aculon A211
- Aculon A30
- Aculon T01
- Aculon T11
- Aculon T51
- Travelite EX
- 4x10DCF
- Marine

- Зрителни тръби и окуляри за тях
- Оптични прицели
- Лазерни далекомери
- Специални продукти

#### Друга оптика
- Виж Никор

#### Скенери (спрени от производство)
- COOLSCAN V ED
- COOLSCAN 5000 ED
- COOLSCAN 9000 ED